# Kamtchia
La reserva de la biosfera de Kamtchia (en búlgaro: Биосферен Резерват Камчия) es una reserva de la biosfera en el litoral septentrional de Bulgaria, abarcando el terreno inundable en la desembocadura del río Kamtchia. Este bosque está dominado por fresnos Fraxinus oxyphylla y robles Quercus pedunculiflora, con majuelos entre las plantas del piso inferior. Se les llaman bosques "Longoz". A lo largo de las orillas del río, los pantanos proporcionan un hábitat importante a la diversa flora y fauna. También forma parte de esta reserva un tramo de litoral del mar Negro, el área de hábitats protegidos en la reserva, junto con la Zona protegida de las arenas de Kamtchia, en total, 1.200 hectáreas. Protege el bosque primigenio de drenaje y tala intensos que lo había disminuido a mediados del siglo XX y fue establecido en el año 1977. Se encuentra a 25 km al sur de la ciudad de Varna y está rodeado por los pueblos de Staro Oriahovo, Shkorpilovtsi y Bliznatsi.

## Historia
La reserva se creó en 1951 para proteger los restos de bosques de llanuras inundables que en el pasado habían cubierto un área considerablemente mayor. La reserva de la biosfera en sí se creó en 1977, como el resto de reservas de la biosfera de Bulgaria. El área ha estado sujeta a intentos de drenaje y tala en el pasado. La reserva actualmente está siendo revisada.

## Geografía
La zona núcleo de la reserva tiene 842,1 hectáreas, (con una zona tampón de 230 hectáreas,) alrededor de 764 hectáreas de ella está cubierta de bosque, y las restantes 78,1 hectáreas no tienen bosque, (34,5 ha son prados, 0,4 ha son canales, 3,3 ha son brechas, 21,8 ha de pantanos, 9,9 ha de marismas etc.), la reserva tiene 40 km de longitud y alcanza 5 km de encho en algunos lugares. Los bosques "Longoz", en el curso inferior del río son los mejores representantes de su tipo por toda Europa. Dentro de la reserva hay restos de bosques ribereños, pequeñas marismas de agua dulce con carrizo y espadaña a lo largo de las riberas, tierra arable (las anteriores marismas de Staro-Oryachovo), una playa con dunas de arena y una bahía marina. 

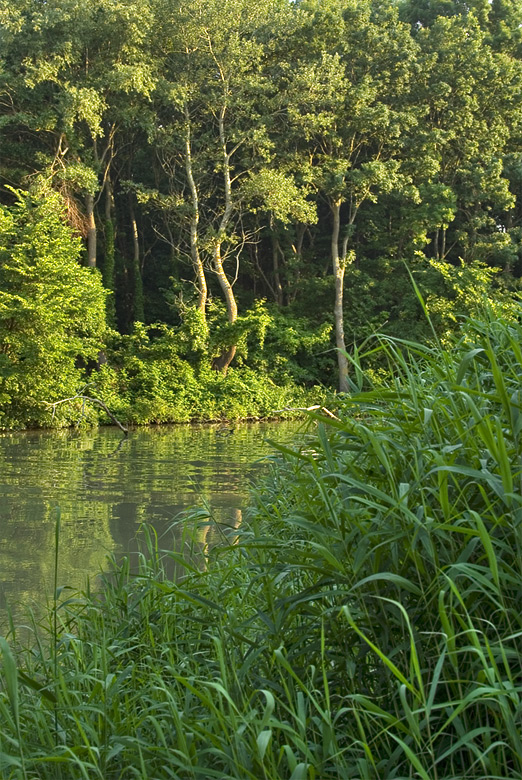
El río Kamtchia atraviesa el bosque aluvial.